# 大阪圭吉
大阪圭吉（1912年03月20日—1945年7月2日），本名鈴木福太郎，另有筆名坂上蘭舌及岬潮太郎，是一名日本著名推理小說作家，畢業於日本大學商業學校。1932年，大阪圭吉曾投稿《食人的浴池》參加日出雜誌的徵文比賽，獲得佳作卻未能出版。同年，大阪圭吉獲甲賀三郎推薦，得以在新青年發表處女作《百貨公司的絞刑官》，其後繼續在新青年發表其他小說。二次大戰爆發前夕，日本政府限制推理小說的創作，他因此改寫其他類型的小說。1943年，大阪圭吉被日本政府徵召到菲律賓作戰，1945年於呂宋島逝世。他死後，其中一篇遺稿《幽靈妻》得以出版，但相傳有其他的遺稿寄放在甲賀三郎處，但甲賀三郎不久也逝世，所以無人知道這批遺稿的下落。